# Parco nazionale Yanachaga-Chemillén
Il parco nazionale Yanachaga Chemillén (in spagnolo: parque nacional Yanachaga-Chemillén) è un parco nazionale del Perù, nella regione di Pasco. È stato istituito nel 1986 e occupa una superficie di 122.000 ha.

## Fauna
Tra i mammiferi segnalati all'interno del parco vi sono il capibara (Hydrochoerus hydrochaeris), il giaguaro (Panthera onca), il puma (Puma concolor), l'ocelot  (Leopardus pardalis), lo yaguarondi (Puma yagouaroundi),la scimmia lanosa bruna (Lagothrix lagotricha), il paca (Cuniculus paca), l'orso dagli occhiali (Tremarctos ornatus), il pudu settentrionale (Pudu mephistophiles), il cervo dalla coda bianca (Odocoileus virginianus), la volpe delle Ande (Pseudalopex culpaeus) e la moffetta delle Ande (Conepatus chinga).
L'avifauna  è rappresentata da oltre 500 specie tra cui il tucano becconero (Ramphastos ambiguus), il galletto di roccia andino (Rupicola peruviana) e il guan zampescure (Penelope obscura).
Tra i rettili meritano una menzione il caimano dagli occhiali  (Caiman crocodilus) e il caimano nano di Cuvier (Paleosuchus palpebrosus), e tra gli anfibi la rana Ctenophryne barbatula, endemismo puntiforme della riserva.
.